# Gahnia pauciflora
Gahnia pauciflora là loài thực vật có hoa trong họ Cói. Loài này được Kirk mô tả khoa học đầu tiên năm 1868.